# بروس کوهن
بروس کوهن (انگلیسی: Bruce Cohen؛ زادهٔ ۲۳ سپتامبر ۱۹۶۱) تهیه‌کننده و کارگردان اهل ایالات متحده آمریکا است. وی از سال ۱۹۸۵ میلادی تاکنون مشغول فعالیت بوده‌است.